# Dhoti

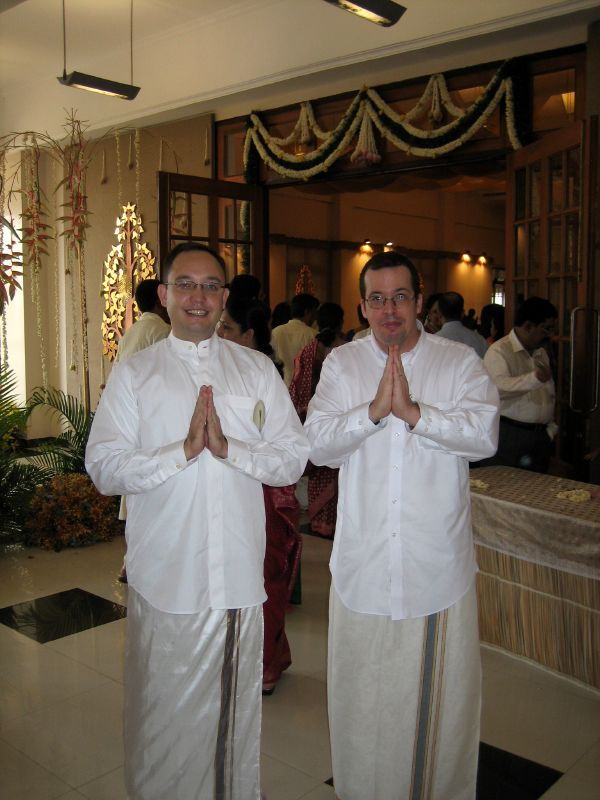
Hai người đàn ông ở Ấn Độ mặc dhotis

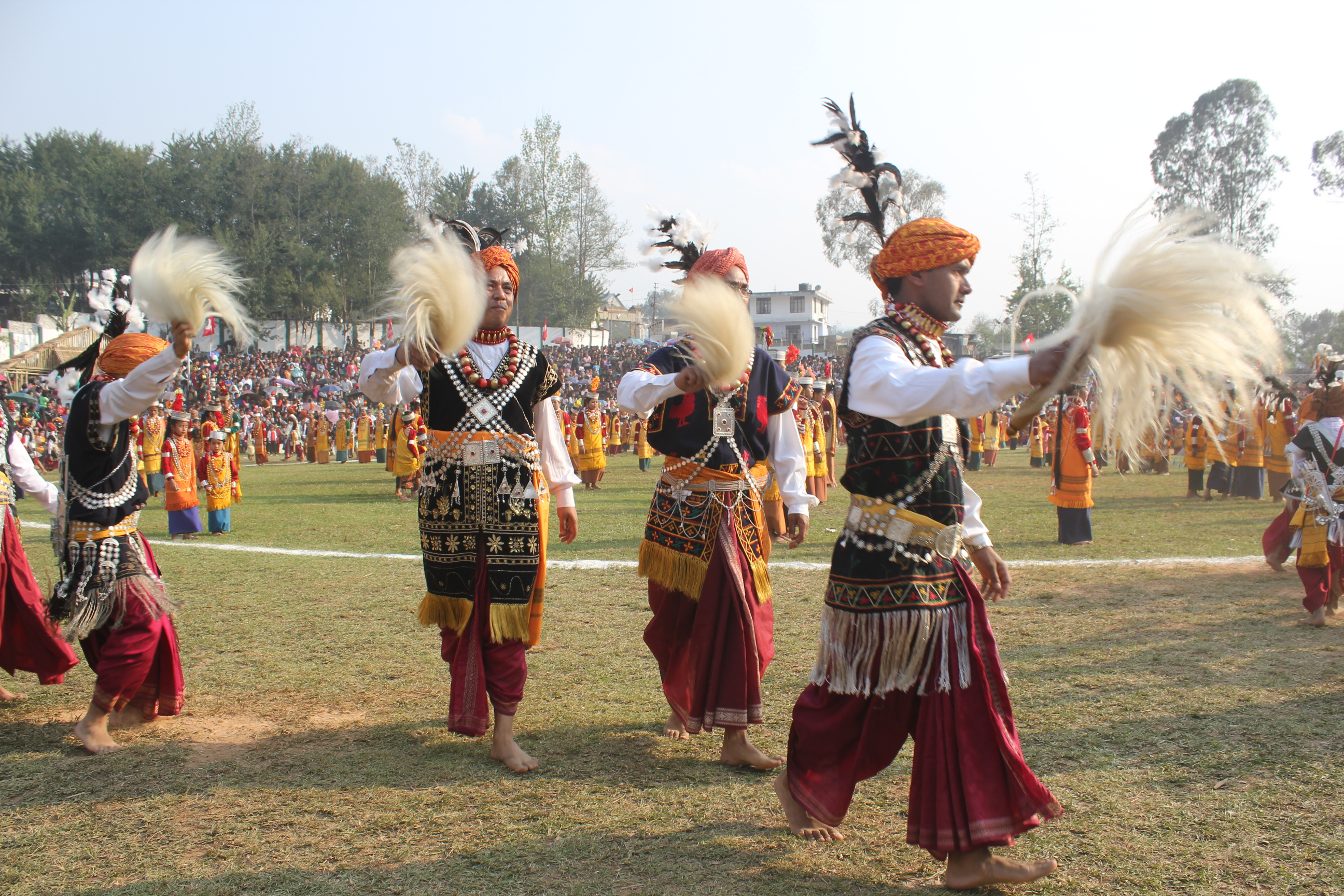
Điệu nhảy dân gian của Ấn Độ trong trang phụ dhotis

Các dhoti, còn được gọi là panche, vesti, dhuti, mardani, chaadra, dhotar, và pancha, là trang phục truyền thống mặc ở Ấn Độ dành cho đàn ông, thường được mặc ở Bangladesh, Nepal, Pakistan và Sri Lanka. Nó là một miếng vải chữ nhật để hở, thường dài khoảng 4,5 mét, được quấn quanh thắt lưng và chân và buộc vào thắt lưng.

## Nguyên từ
Từ dhoti được bắt nguồn từ dhauti (tiếng Phạn: धौती), có nghĩa là để làm sạch hoặc rửa. Trong ngữ nghĩa quần áo, nó chỉ đơn giản đề cập đến quần áo sạch sẽ được mặc trong các lễ hy sinh shrauta hoặc các buổi tiệc tôn giáo nói chung. Các dhoti phát triển từ các antriya cổ đã được dài qua chân, giấu ở lưng và bao quanh các chân một cách lỏng lẻo, sau đó thành những nếp gấp dài ở phía trước của chân, giống như cách nó được mặc ngày nay.

### Tên địa phương

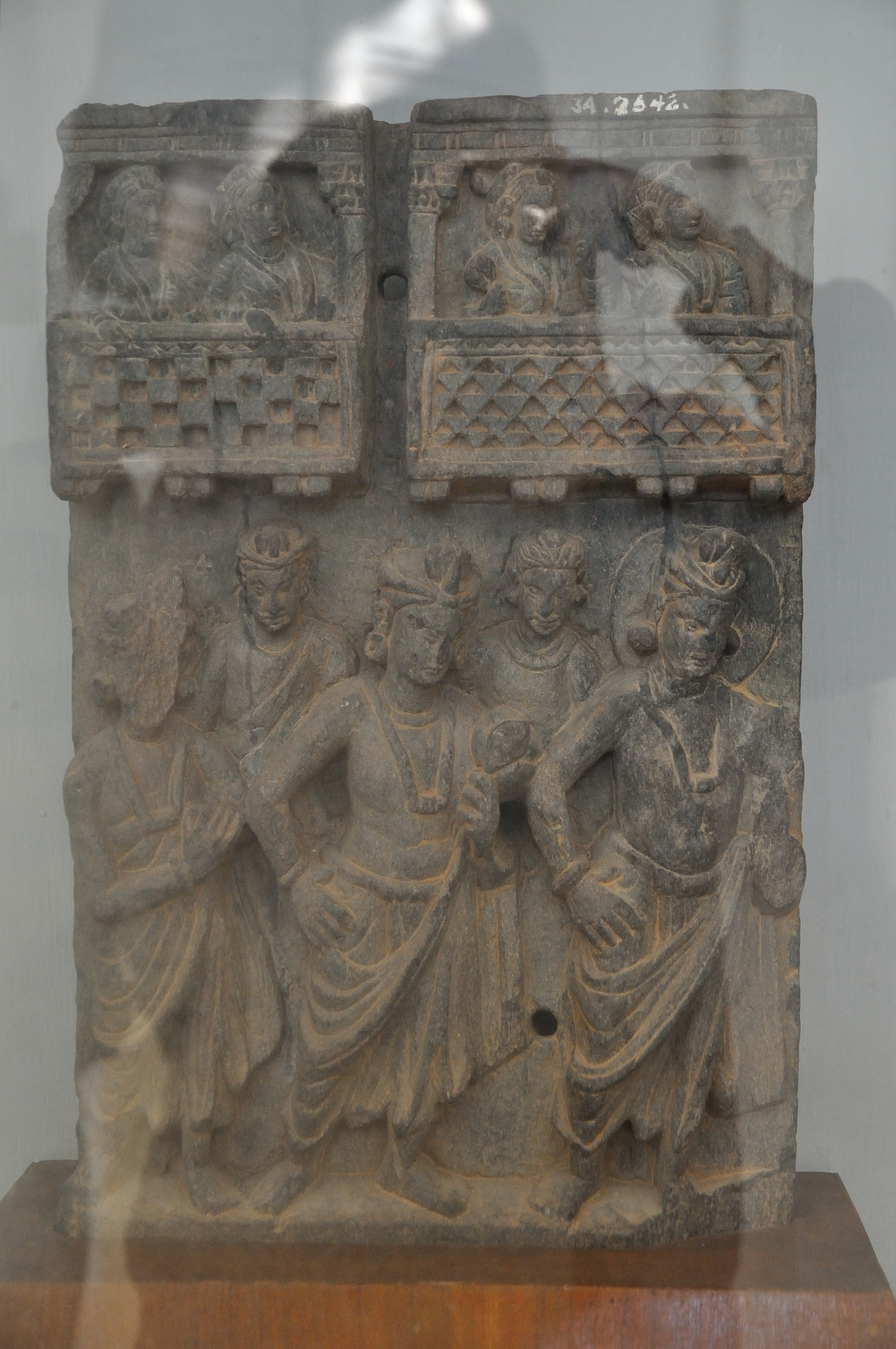
Sự cứu rỗi mô tả người đàn ông trong anatariya và uttariya, thế kỷ thứ nhất sau Công nguyên

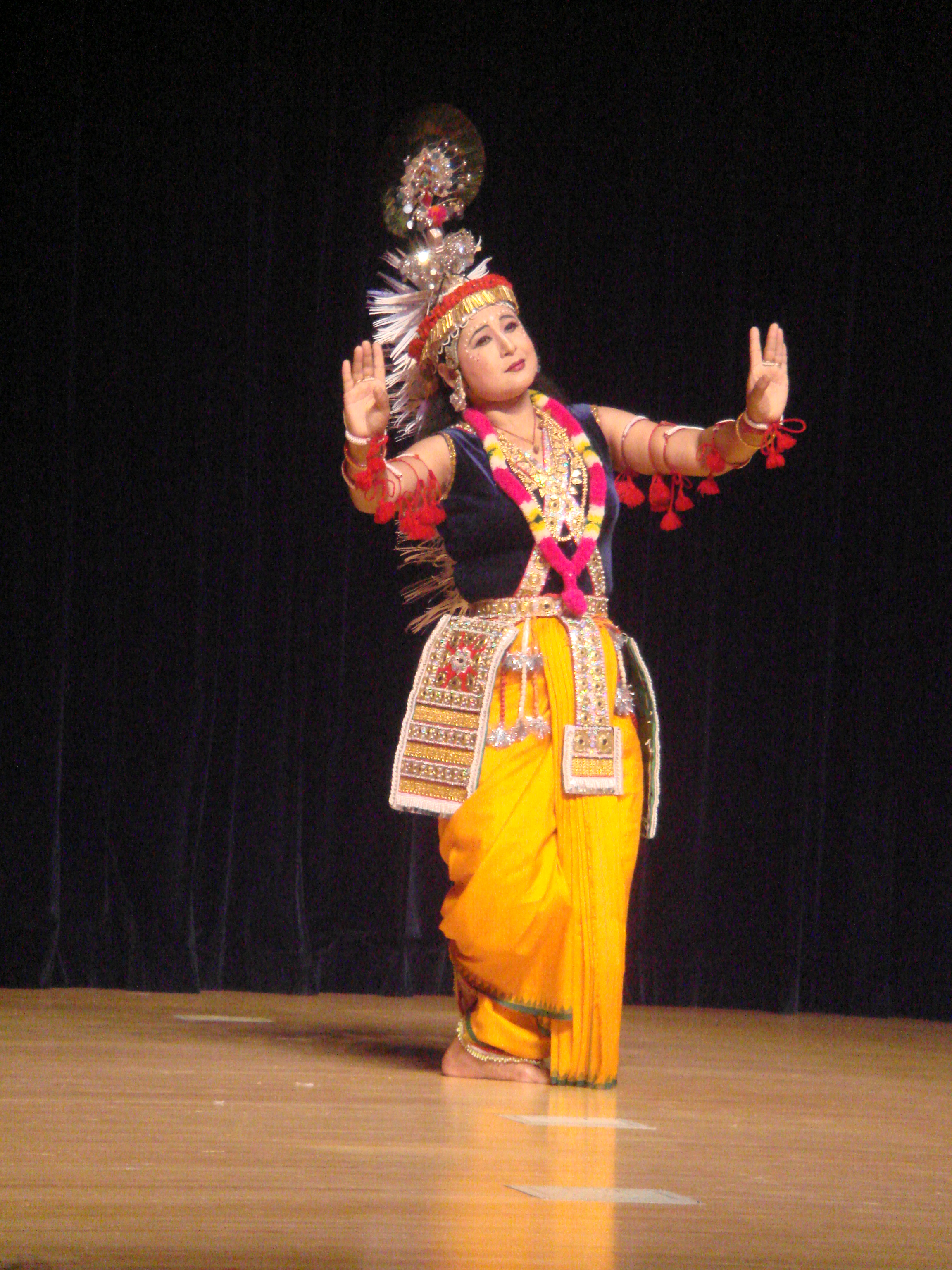
Vũ công nữ ăn mặc như một Krishna trong bộ dhoti màu vàng

Bộ y phục này được gọi bằng tên gọi khác nhau, như là:
| धौती | Dhotī                            | Tiếng Phạn, Cầu Nguyện |
| धौती | Dhotī                            | Tiếng Hindi            |
| मर्दानी | Mardaani                         | Tiếng Hindi            |
| ਚਾਦਰਾ | Chaadra                          | Punjab                 |
| ଧୋତି | Dhotī                            | Odia                   |
| धोति | Dhoteé                           | Nepal                  |
| ધૉતિયુ | Dhotiyu                          | Gujarati               |
| धोतर | Dhotar a Pancha                  | Marathi                |
| চুৰিয়া | Syria                            | Assam                  |
| ধুতি | Dhuti                            | Bengali                |
| ಧೋತ್ರ ಕಚ್ಚ ಪಂಚೆ | Dhotra Kachcha Panche            | Kannada                |
| धोतर, आंगोस्तर, आड नेसचे, पुडवे | Dhotar Angostar Bk-neschey Pudve | Tiếng Konkani          |
| పంచె | Panché                           | Tamil                  |
| ధోవతి | Dhovathi                         | Tamil                  |
| வேட்டி | Veshti                           | Tamil                  |
| മുണ്ട് | Mundu                            | Malayalam              |
| دھوتی | Dhoti                            | Urdu                   |
| a In Marathi, a dhotar is not the same as a pancha (plural panche). While the former is worn around the waist, the latter is normally used as a towel after a bath or shower (compare below). |                                  |                        |

## Tùy chỉnh và sử dụng

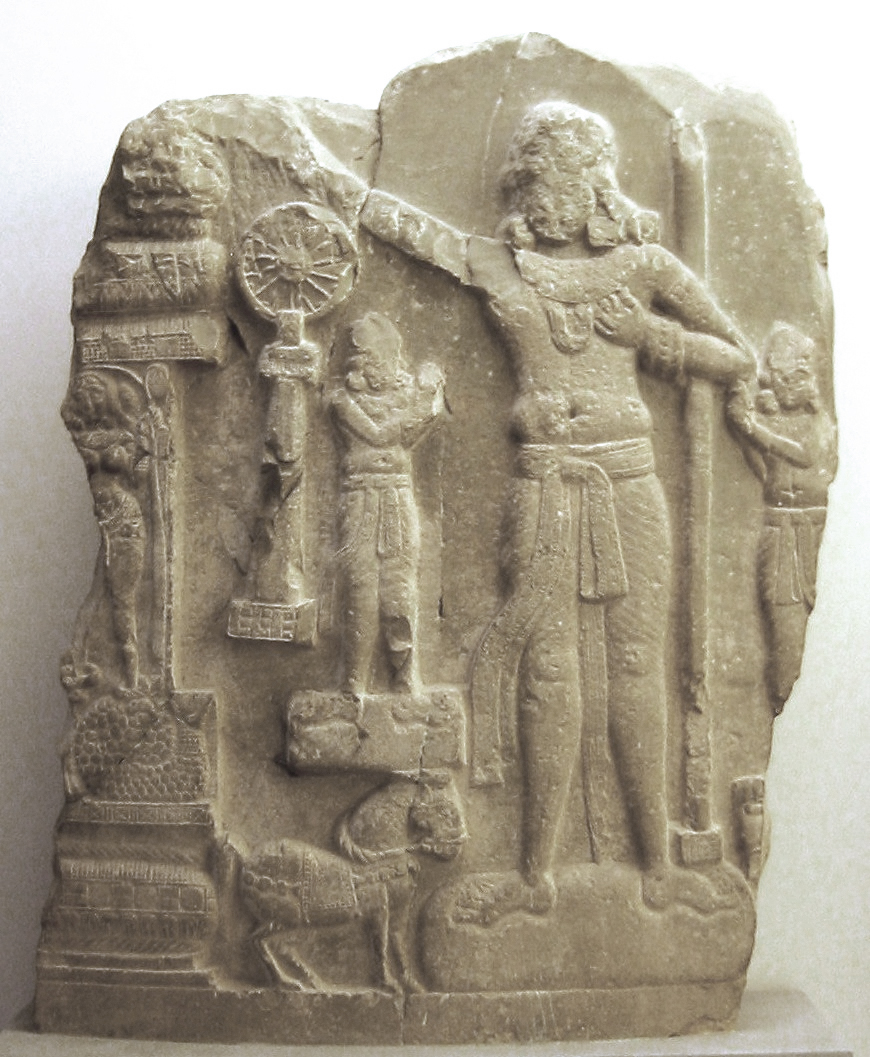
Một người Chakravati mặc một pancha theo phong cách cổ. Thế kỷ thứ 1 TCN / CE. Làng Amaravathi, quận Guntur. Musee Guimet

Pancha được mặc bởi nhiều người đàn ông chính thống Jain khi họ đến thăm đền thờ cho puja; quần áo không gắn buộc được cho là bởi một số gia đình Jains "ít thấm qua được ô nhiễm" và do đó phù hợp hơn với nghi thức tôn giáo hơn các loại hàng may mặc khác. Họ cũng mặc một chiếc vải mỏng, không đậy kín, ngắn hơn pancha, phía trên.
Đây là bộ quốc y của vùng Madhesh miền nam Nepal, chủ yếu là do Nepalis của Madhesi, Tharu và Maithali.
Hare Krishna, nổi tiếng với bộ trang phục đặc biệt của nó, nhắc nhở những người ủng hộ phương Tây đeo pancha, thường là vải saffron hoặc vải trắng xếp theo phong cách truyền thống. Mahatma Gandhi luôn mặc một chiếc khăn chảo vào những dịp công cộng, nhưng như ông biết rằng nó đã được coi là "không đứng đắn" để làm như vậy ở các nước khác, đã bị sốc khi một người bạn mặc một chiếc ở London. Maharishi Mahesh Yogi được biết đến với chiếc dhoti lụa màu trắng.
Tại Ấn Độ, có một sự phân biệt giữa lungi, một loại hàng may mặc tương tự nhưng nhỏ hơn thường được mặc bởi các tầng lớp thấp hơn, và những chiếc dhoti chính thức hơn đôi khi được mặc bởi các chính trị gia.